# Hana Yori Dango (serie de televisión)
Hana Yori Dango (Japonés: 花より男子) es una serie de televisión japonesa de comedia romántica transmitida por TBS en 2005. Se basa en la serie japonesa de manga shōjo, Hana Yori Dango (花 より 男子 ), escrito por Yōko Kamio. La serie es la adaptación televisiva de la tercera versión Meteor Garden y su secuela Meteor Garden II en Taiwán. También dio lugar a una secuela Devoluciones Hana Yori Dango y adaptación de una película Hana Yori Dango Final. Fue uno de los dramas más populares del año y ganó muchos premios importantes. En 2018 se llevó a la televisión una nueva versión china llamada Meteor Garden. En 2021 se estrenó una versión tailandesa, llamada F4 Thailand: Boys Over Flowers.

## Sinopsis
Makino Tsukushi es la única estudiante pobre en Eitoku Gakuen, la escuela de los ridículamente ricos y privilegiados que se rige por Flower 4 o F4, un grupo de cuatro chicos que vienen de familias extremadamente poderosas: Domyoji Tsukasa, líder y heredero del Grupo Mundial de Finanzas Domyoji; Hanazawa Rui, el hijo introvertido de una gran empresa; Nishikado Sojiro, un jugador que es el heredero de una escuela de ceremonia del té; y Mimasaka Akira, hijo de un miembro de la yakuza japonesa.
Si un estudiante obtiene el lado malo de los F4, él / ella recibe una notificación roja y es intimidado y expulsado de la escuela. Makino espera pasar sus días tranquilamente -sin llamar la atención sobre sí misma- pero un día, ella se enfrenta a Domyoji en defensa de su amiga. Al día siguiente, Makino recibe el temido aviso rojo. A pesar de que ella es acosada, Makino decide seguir estudiando porque ella es una "mala hierba dura". Ella declara la guerra de vuelta a los F4. Su resolución consigue la atención de Hanazawa Rui y despierta sentimientos románticos en su peor enemigo, Domyoji Tsukasa.

## Reparto

### Reparto principal
- Mao Inoue como Makino Tsukushi.
- Jun Matsumoto como Domyoji Tsukasa.
- Shun Oguri como Hanazawa Rui.
- Shōta Matsuda como Nishikado Soujiro.
- Tsuyoshi Abe como Mimasaka Akira.

### Reparto extendido
- Aki Nishihara como Matsuoka Yuki.
- Mayumi Sada como Shizuka Todo.
- Saki Seto como Asai Yuriko.
- Aki Fukada como Ayuhara Erika.
- Emiko Matsuoka como Yamano Minako.
- David Ito como Nishida.
- Megumi Sato como Sakurako Sanjo.
- Nanako Matsushima como Tsubaki Domyoji.
- Mariko Kaga como Kaede Domyoji.
- Takako Katou como Sachiyo Sengoku (Okami-San).
- Susumu Kobayashi como Haruo Makino.
- Mako Ishino como Chieko Makino.
- Satoshi Tomiura como Susumu Makino.

### Invitados
- Ito Kazue como Yamanaka Minako
- Masei Nakayama como Terada Junji (clase 2C)
- Kaori Ikeda como Morioka Mizuki
- Kaku Tomohiro como Sawatari Shingo (episodio 1)
- Kazuma Sano como Kimoto Takayuki (episodio 1)
- Tomoharu Hasegawa (episodio 1)
- Shunji Igarashi (episodio 1)
- Kento Handa como Ryuji (episodios 4-5)
- Tatsuya Gashuin (episodios 4-5)
- Takuma Takayuki (episodios 4-9)
- Shugo Oshinari como Nakatsuka (episodios 6-7)
- Yoko Mitsuya como la chica que acompaña a Nakatsuka (episodios 6-7)
- Ayana Sakai como Kurimaki Ayano (episodios 8-9)
- Kazuaki Hankai como TOJ's Emcee (episodios 8-9)
- Momoko Shibuya como participante de TOJ's (episodios 8-9)
- Sotaro Suzuki (episodio 9)

## Premios
| Año  | Ceremonia                            | Categoría/Destinatario                 |
| ---- | ------------------------------------ | -------------------------------------- |
| 2005 | 47th Television Drama Academy Awards | Mejor Actriz (Mao Inoue)               |
| 2005 | 47th Television Drama Academy Awards | Mejor Actor de Reparto (Jun Matsumoto) |